# Distretto di Polkowice
Il distretto di Polkowice (in polacco powiat polkowicki) è un distretto polacco appartenente al voivodato della Bassa Slesia.

## Geografia antropica

### Suddivisioni amministrative
Il distretto comprende 6 comuni.
- Comuni urbano-rurali: Chocianów, Polkowice, Przemków
- Comuni rurali: Gaworzyce, Grębocice, Radwanice